# Isola di Assumption
L'isola di Assumption è un'isoletta situata nell'Oceano Indiano, a nord del Madagascar, e fa parte dello Stato delle Seychelles. È situata a circa 30 km a sudest dell'Atollo di Aldabra e fa parte del Gruppo di Aldabra. È composta da una singola isola corallina vasta 11,07 km², sulla quale è situato un piccolo insediamento sul margine protetto occidentale, circondato da alberi di casuarina. Appena a sud si trova una piantagione abbandonata di palme da cocco. A sudest dell'insediamento vi è una pista d'atterraggio in calcestruzzo posta tra due dune di sabbia. La costa occidentale è costituita da una spiaggia sabbiosa quasi ininterrotta lunga 5 km. Sulla costa sudorientale dell'isola sono presenti due grandi dune di sabbia, una delle quali alta 32 m.
A causa degli effetti devastanti dell'estrazione del guano, durata fino al 1983, l'isola è dominata da brulle distese di rocce e caverne ed è ricoperta qua e là da vegetazione a crescita lenta.
Una tra le creature più importanti di quest'isola è il geco diurno dell'isola di Assumption, una sottospecie di geco che vive solamente su quest'isola.
Il documentario Il mondo del silenzio venne girato in parte su Assumption.